# Branko Buljevic
Branko Buljevic (Split, 1947. szeptember 6. – ) horvát születésű ausztrál válogatott labdarúgó.

## Pályafutása

### Klubcsapatokban
Splitben született, Jugoszláviában. Pályafutását az OFK Beograd csapatában kezdte 1966-ban, melynek színeiben egy mérkőzésen szerepelt. Egy évvel később Ausztráliába emigrált, ahol 1968 és 1976 között a jugoszláv bevándorlók által alapított Footscray JUST csapatában játszott. 1977 és 1979 között a Heidelberg United, majd 1980 és 1983 között a South Melbourne játékosa volt. 1985-ben a Footscray JUST csapatában fejezte be a pályafutását.

### A válogatottban
1972 és 1975 között 30 alkalommal szerepelt az ausztrál válogatottban és 11 gólt szerzett.  Részt vett az 1974-es világbajnokságon, ahol az ausztrálok három csoportmérkőzésén – az NDK, az NSZK és Chile ellen is kezdőként lépett pályára.